# Діонісій I
Діонісій I Сотер (Рятівник) (*Διονύσιος ὁ Σωτήρ бл. 86 до н. е. — 55 до н. е.) — індо-грецький цар у Східному Пенджабі в 65/60 до н. е. — 55 до н. е. роках. Деякі дослідники відносять панування Діонісія до 115—110 років до н. е., вважаючи спадкоємцем Поликсена.

## Життєпис
Походив з династії Євтидемідів. Син царя Аполлодота II. Після смерті останнього між 65 та 60 роками до н. е. успадкував царство у сучасному Східному Пенджабі. Його стосунки з братом Гиппостратом I, що володарював у Західному Пенджабі достеменно не з'ясовано. Можливо Діонісій визнав зверхність брата. Разом з тим встановив контроль над сучасним Кашміром.
В своїй політиці намагався продовжувати політику батька, спираючись на індійську знать, підтримуючи буддизм. На своїх срібних монетах карбував себе у діадемі, а на звороті Афіну Палладу, бронзових — Аполлона та триногу. Більшість написів зроблено мовою кхароштхі.
Втім на відміну від попередників карбував лише срібні драхми. Є одним з перших, що став використовувати квадратний монетний знак, можливо під впливом індо-саків. З огляду на це висловлюється думка щодо васальної залежності від їх царя Азеса I.
Помер Діонісій I близько 55 року до н. е., йому спадкував Зоїл II.